# Max Williams
Max Williams (Avoca, 28 febbraio 1938) è un ex cestista, allenatore di pallacanestro e dirigente sportivo statunitense, professionista nella ABA.

## Carriera

### Giocatore
Ha giocato per quattro anni nella Avoca High School, dove ha segnato in totale 3.369 punti; successivamente ha giocato per quattro anni a Southern Methodist University nella NCAA.

### Allenatore e dirigente
Dal 1967 al 1971 è stato general manager dei Dallas Chapparals (noti come Texas Chapparals nella stagione 1970-1971) nella ABA; nella parte finale della stagione 1969-70, nella quale ha sostituito in panchina Cliff Hagan chiudendo l'annata con un bilancio personale di 23 vittorie e 18 sconfitte, più altre 2 vittorie e 4 sconfitte nel primo turno di play-off. L'anno seguente ha allenato la squadra nelle prime 19 partite della stagione, vincendone 5 e venendo poi sostituito da Bill Blakeley.